# Robin Desserne
Robin Desserne (Niza, 1 de marzo de 1984) es un exfutbolista francés.

## Clubes
| Club        | País               | Año       |
| ----------- | ------------------ | --------- |
| OGC Niza    | Bandera de Francia | 2001-2004 |
| Málaga B    | Bandera de España  | 2004-2006 |
| CE Sabadell | Bandera de España  | 2005-2006 |
| Málaga B    | Bandera de España  | 2006-2007 |
| UE Lleida   | Bandera de España  | 2007-2008 |